# Les Sosies de l'Ombre Jaune
Les Sosies de l'Ombre Jaune est le 50e roman de la série Bob Morane, écrit par Henri Vernes et publié en 1961 par les éditions Gérard et Cie dans la collection Marabout junior (n°210).

## Personnages
- Bob Morane, aventurier.
- Bill Ballantine : meilleur ami de Bob et son compagnon d'aventures depuis toujours.
- Monsieur Ming : c'est la sixième rencontre de Bob et de l'Ombre jaune.
- Archibald Baywatter : chef de Scotland Yard.
- Tania Orloff : nièce de M. Ming. Elle aide secrètement Bob Morane à lutter contre son oncle.
- Lord John Bardsley : ami de Bob Morane qu'il a connu en Orient. M. Ming le fait assassiner par un robot cybernétisé à son image.
- Samuel Finlayson : égyptologue londonien. Bob Morane lui sauve la vie.
- Illogsby : médecin légiste de Scotland Yard.
- Wharton : agent de Scotland Yard.
- Shield : agent de Scotland Yard.
- Shaynes : agent de Scotland Yard.
- Mayford : agent de Scotland Yard.
- Richard : chauffeur d'Archibald Baywatter.

## Résumé
En visite à Londres, Bob Morane reçoit l'appel au secours d'un vieil ami, Lord John Bardsley, menacé de mort. Lorsque Morane arrive chez lui, il est trop tard. Bardsley est mort étranglé. Attaqué par des dacoïts dans la maison de son ami, Bob s'aperçoit que Monsieur Ming est derrière toute cette affaire. Bill Ballantine et Archibald Baywatter, le chef de Scotland Yard, viennent à son secours. Cette fois, l'Ombre jaune emploie des robots cybernétisés à l'image des personnes qu'il veut assassiner., ce qui lui permet de semer la terreur parmi elles. Au cours de la nuit suivante, Bob affronte le sosie de Bill puis le sien, ce qui, selon ses propres dires, lui fait presque perdre les pédales. Au petit matin, Bob et les hommes de Scotland Yard poursuivent Ming jusque dans les marais du Fen, au nord de Londres. Mais celui-ci peut s'en tirer grâce à un robot son image qui s'est fait suivre pendant que le vrai Ming pouvait s'enfuir tranquillement à bord d'un sous-marin au large des Cornouailles.